# IT-130 (自走砲)
IT-130（Istrjebitjel' Tankov-130、ロシア語:ИТ-130（Истребитель Танков-130）はソビエト連邦で開発されたとされる自走砲である。

## 概要
ソビエト連邦軍がT-62の派生型として開発した、とされる車両で、T-54戦車の駆逐戦車型であるSU-122-54(СУ-122-54)と同様、T-62の車体をベースに固定式戦闘室を設け、M-46 52口径130mmカノン砲を戦車砲化したものを搭載したものである、とされていた。
T-34とSU-85／SU-100、T-54／T-55とSU-122-54の関係と同様に、T-62を対戦車面で補完する車両として1960年代初期に開発・生産され、1960年代中頃から軍直轄の戦車駆逐連隊もしくは戦車旅団に配備された、とされているが、写真も含めて実車が公表されたことは一度もない。ソビエト連邦崩壊後に公表・公開された資料にも「IT-130（ИТ-130）」なる車両は記載されておらず、ソビエト軍の試作車両番号の一覧（いわゆる“オブイェクト番号”）にも該当するものが存在しない上、試作車を含めた実車も、公開されている限りでは発見されていない。
これらの点から、現在では“IT-130”なる装甲戦闘車両についての情報は別の車両の情報から誤解されたもので、開発計画も含めて実際には存在していない、との分析がなされている。
なお、IT-130については「少数が生産・配備されたが、後に全車が前線部隊より引き揚げられ、武装を撤去して戦車回収車としてT-62を装備する部隊において運用された」「開発作業自体は完了し、少数の試作車が生産されたが制式化されず、生産された試作車は武装を撤去して戦車回収車として運用された」と記述された資料もあり、この戦車回収車型はT-62T（またはIT-130T、もしくはM1977）の名称で記述されており、1977年のモスクワ戦勝記念日パレードの際に撮影された写真や映像が存在している。しかし、この際に登場していた車両も、外観を見る限りではSU-122-54より武装を撤去した戦車回収車仕様の派生型であるMTP-3(МТП-3)もしくはTOP(ТОП)であり、IT-130同様にT-62Tについても実在についての確証はない。

## 実在について
IT-130についての情報源の一つとして、1978年にイギリスに亡命したソ連軍参謀本部情報総局（GRU）の情報将校、ウラジーミル・ボグダーノヴィチ・レズン（亡命後のペンネームとしては“ヴィクトル・スヴォーロフ”の名を用い、この名で著名）によるものがある。レズンは当時としては機密の壁に阻まれて謎の多かったソビエトの軍事情報について西側に数多くの情報を提供したが、彼の提供した情報の中に、ソビエト軍に配備されているという装軌式対戦車自走砲（駆逐戦車）の情報があり、レズンはこれら車両について以下のように説明したとされる。
実際にはこれらは前者がSU-122-54 自走砲、後者がIT-1(ИТ-1)ロケット駆逐戦車のことであったと推定されるが、レズンによって伝えられた情報は彼の誤解及び推定を混じえたものであったため、実際の両車両のものとは、特に「T-62戦車の駆逐戦車型」については全く異なっていたとみられる。また、SU-122-54 / IT-1とも、実際には配備された部隊は少数に限られており、「ソビエト本国駐留の機械化歩兵連隊にはみな一個重突撃砲中隊が編制されている」「全ての機械化歩兵連隊付き重突撃砲中隊に例外なく配備されている」ということもなかった。